# Leeds United Association Football Club 1999-2000
Questa voce raccoglie le informazioni riguardanti il Leeds United Association Football Club nelle competizioni ufficiali della stagione 1999-2000.

## Rosa
| N. |                        | Ruolo | Calciatore        |
| -- | ---------------------- | ----- | ----------------- |
| 1  | Inghilterra (bandiera) | P     | Nigel Martyn      |
| 2  | Irlanda (bandiera)     | D     | Gary Kelly        |
| 3  | Irlanda (bandiera)     | D     | Ian Harte         |
| 4  | Norvegia (bandiera)    | D     | Alf-Inge Håland   |
| 5  | Sudafrica (bandiera)   | D     | Lucas Radebe      |
| 6  | Inghilterra (bandiera) | D     | Jonathan Woodgate |
| 7  | Scozia (bandiera)      | C     | David Hopkin      |
| 8  | Inghilterra (bandiera) | A     | Michael Bridges   |
| 10 | Australia (bandiera)   | A     | Harry Kewell      |
| 11 | Inghilterra (bandiera) | C     | Lee Bowyer        |
| 12 | Inghilterra (bandiera) | A     | Darren Huckerby   |
| 13 | Inghilterra (bandiera) | P     | Paul Robinson     |
| 14 | Irlanda (bandiera)     | C     | Stephen McPhail   |
| 15 | Portogallo (bandiera)  | C     | Bruno Ribeiro     |
| 16 | Inghilterra (bandiera) | C     | Jason Wilcox      |
| 16 | Inghilterra (bandiera) | D     | Danny Granville   |
| 17 | Inghilterra (bandiera) | A     | Alan Smith        |
| 18 | Inghilterra (bandiera) | D     | Danny Mills       |
| 19 | Norvegia (bandiera)    | C     | Eirik Bakke       |
| 20 | Galles (bandiera)      | C     | Matt Jones        |
| 21 | Austria (bandiera)     | D     | Martin Hiden      |

| N. |                             | Ruolo | Calciatore      |
| -- | --------------------------- | ----- | --------------- |
| 22 | Inghilterra (bandiera)      | D     | Michael Duberry |
| 23 | Inghilterra (bandiera)      | C     | David Batty     |
| 24 | Nuova Zelanda (bandiera)    | D     | Danny Hay       |
| 25 | Scozia (bandiera)           | D     | David Robertson |
| 26 | Australia (bandiera)        | P     | Danny Milosevic |
| 27 | Irlanda (bandiera)          | D     | Alan Maybury    |
| 28 | Inghilterra (bandiera)      | D     | Paul Shepherd   |
| 29 | Inghilterra (bandiera)      | D     | Mark Jackson    |
| 30 | Paesi Bassi (bandiera)      | D     | Robert Molenaar |
| 31 | Norvegia (bandiera)         | C     | Tommy Knarvik   |
| 33 | Irlanda del Nord (bandiera) | C     | Wesley Boyle    |
| 34 | Inghilterra (bandiera)      | C     | Kevin Dixon     |
| 35 | Inghilterra (bandiera)      | A     | Lee Matthews    |
| 37 | Inghilterra (bandiera)      | A     | Tony Hackworth  |
| 38 | Irlanda (bandiera)          | D     | Damian Lynch    |
| 39 | Inghilterra (bandiera)      | D     | Gareth Evans    |
| 40 | Irlanda del Nord (bandiera) | C     | Simon Watson    |
| 41 | Irlanda del Nord (bandiera) | P     | Brian Lagen     |
| 42 | Galles (bandiera)           | D     | Kevin Evans     |
| 43 | Irlanda del Nord (bandiera) | A     | Warren Feeney   |